# Honest Tom
Honest Tom 1105 (né en 1865, mort en 1885) est un étalon de race Shire.
Il est l'un des plus fameux étalons de son époque. 

## Histoire
Il naît en 1865 à l'élevage de William Welcher situé à Snare Hill, sur la commune de Watton dans le Norfolk, et porte le numéro 1105 dans le Stud-book de l′English Cart-Horse Society. Il remporte le premier prix auprès de la Royal Agricultural Society d'Angleterre en 1867, puis à Bury St Edmunds à l'âge de deux ans en 1868. L'année suivante, à trois ans, il est de nouveau premier à Leicester, réitérant une première place à Manchester en 1870 à l'âge de quatre ans. Les premières places se poursuivent à Oxford en 1871 alors qu'il a cinq ans, puis à Wolverhampton en 1872 à six ans, et à Cardiff à sept ans. Ce cheval fait remporter de nombreux prix à ses propriétaires,.
Il appartient alors à YT. H. Miller, établi à Singleton Park dépendant de Poulton-le-Fylde, dans le Lancashire.

## Description

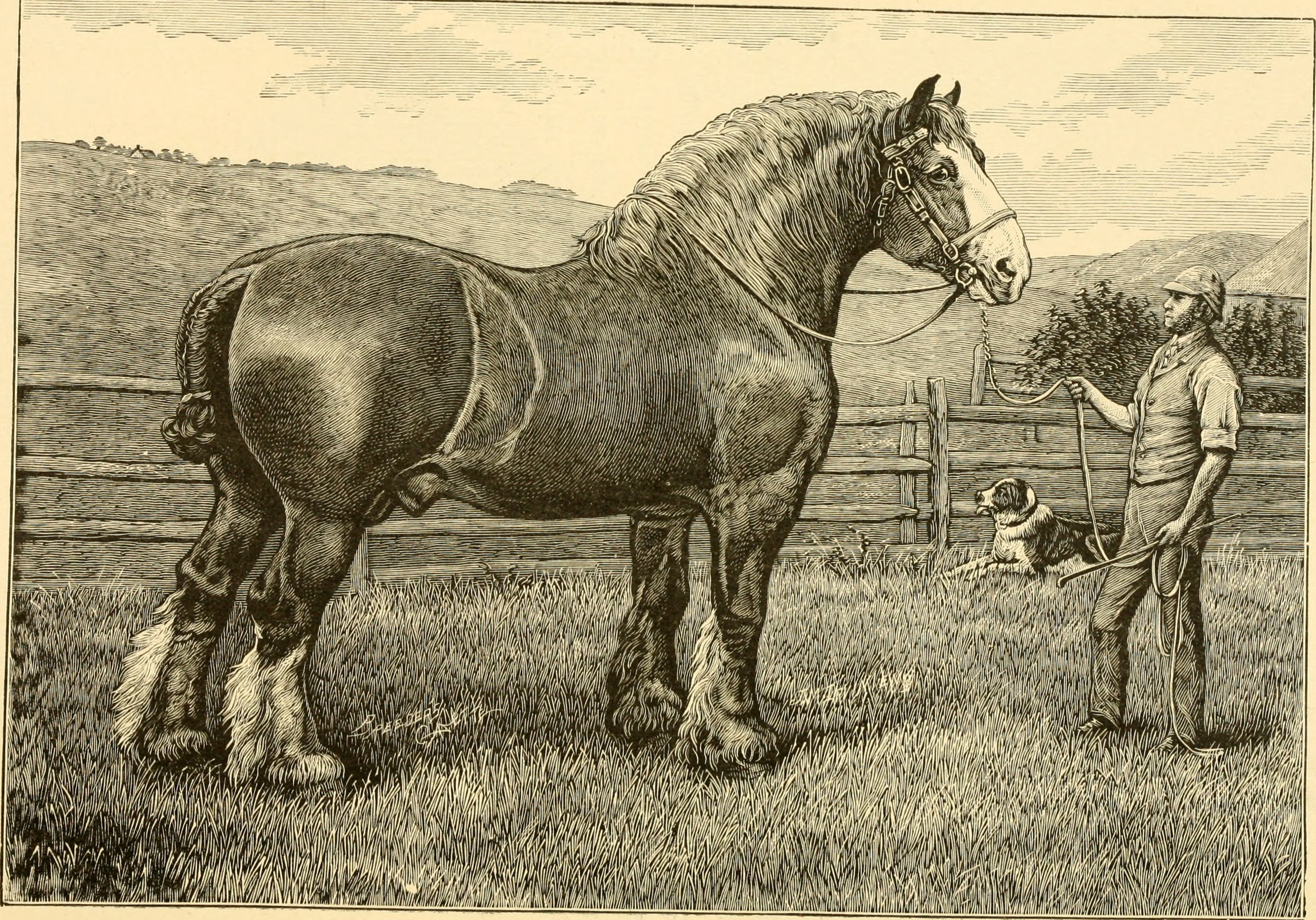
Gravure d'Honest Tom publiée en 1887.

Honest Tom est décrit comme ayant une robe baie. Il mesure 17 mains et demie à l'âge adulte (soit 1,77 m).

## Origines
Son père est l'étalon Thumper, portant le numéro 2123. Sa mère, Beauty, fille d'Emperor (688), avait remporté de nombreux prix dans le Cambridgeshire et le Norfolk.
D'après Walter Gilbey, Honest Tom est originaire de la même région que celle qui a vu le succès du fameux reproducteur Dodman (né en 1780).

## Descendance
Honest Tom est le père de 139 poulains. Ses fils se font remarquer au Shire Horse Show de 1887.
Il est devenu un symbole de la American Shire Horse Association créée en 1885. 